# Пириу-де-Пріпор
Пириу-де-Пріпор (рум. Pârâu de Pripor) — село у повіті Горж в Румунії. Входить до складу комуни Годінешть.
Село розташоване на відстані 252 км на захід від Бухареста, 23 км на захід від Тиргу-Жіу, 96 км на північний захід від Крайови.

## Населення
За даними перепису населення 2002 року у селі проживали 408 осіб, усі — румуни. Усі жителі села рідною мовою назвали румунську.